# 毛状叶
毛状叶（Trichopityaceae），一般认为是最早的银杏类植物，生存于早二叠世。

## 生理特征
营养叶、苞片疏松螺旋状着生在长枝上，两岐分枝分成4—8个细裂片。叶未扁化，叶柄不明显。雌性短枝自叶的腋部伸出具3—20枚顶生的、倒转的胚珠，胚珠较小，具珠柄。

## 地质分布
毛状叶仅发现于法国南部的下二叠统奥通期（Florin，1949），即异形毛状叶（Trichopitys heteromorpha）。

## 分类地位
一般认为毛状叶是最早的银杏类植物。但对于银杏类植物是由哪种植物进化而来，还有很大的疑问，一般认为是由前裸子植物(Progymnosperms)进化而来，不过也有认为源于华丽木目(Callistophytales)。

## 分类
- †毛状叶科 Trichopityaceae
  - †毛状叶属 Trichopitys Saporta 1875，emend. Florin 1949
    - †异形毛状叶 Trichopitys heteromorpha Saporta，1875